# Anarista polita
Anarista polita är en tvåvingeart som beskrevs av Curtis W. Sabrosky 1977. Anarista polita ingår i släktet Anarista och familjen smalvingeflugor.
Artens utbredningsområde är Elfenbenskusten. Inga underarter finns listade i Catalogue of Life.